# Mala Kujelivka, Dunaiivți
Mala Kujelivka (în ucraineană Мала Кужелівка) este localitatea de reședință a comunei Mala Kujelivka din raionul Dunaiivți, regiunea Hmelnîțkîi, Ucraina.

## Demografie
Componența lingvistică a localității Mala Kujelivka
     Ucraineană (99,65%)
     Alte limbi (0,35%)
Conform recensământului din 2001, majoritatea populației localității Mala Kujelivka era vorbitoare de ucraineană (99,65%), existând în minoritate și vorbitori de alte limbi.